# Кріс Гаскетт
Кріс Гаскетт (англ. Chris Haskett) — американський гітарист. Він був учасником рок-гурту Rollins Band з 1986 по 1997 рік і знову під час возз'єднання гурту в 2006 році. Він також виступав з Девідом Бові (David Bowie), Fetus, Pigface, The Cassandra Complex, Tool, Joy Thieves та іншими.

## Біографія
Гаскетт народився у 1962 році, у Вашингтоні. 1976–1977 роки провів у Великій Британії, де його надихнуло зародження британської панк-сцени.
Після повернення до США він приєднався до гурту The Enzymes з Вашингтону.
На музику гурту вплинули такі гурти, як Sun Ra, The Art Ensemble of Chicago, The Damned, Captain Beefheart.
Стиль гурту був на периферії того, що згодом перетворилося на хардкор у Вашингтоні.
Після появи на сцені гурту Bad Brains, The Enzymes перейшов до більш традиційного репертуару панку та реггі. The Enzymes записали кілька репетицій, але так і не випустили жодного альбому.
У 1982 році Гаскетт переїхав до Лідса, щоб закінчити бакалаврат за спеціальністю «Філософія». Перебуваючи там, він приєднався до Surf/Trash гурту Дейва Коулмана (Dave Coleman), відомого як Surfin Dave And The Absent Legends. Спочатку гурт називався Beany T's, але його перейменували на Surfin Dave And The Absent Legends. Гурт багато грав у Великій Британії. У 1985 році гурт випустив мінідиск, In Search of a Decent Haircut на студії Crammed Discs. Surfin Dave And The Absent Legends розпалися наступного року.
Гаскетт повернувся до Вашингтону. Влітку 1986 року Хаскет зустрівся з давнім другом Генрі Роллінзом.
Гаскетт і Роллінз підтримували регулярні контакти ще з 1984 року і часто обговорювали музичну співпрацю.
Оскільки попередній гурт Генрі Роллінза, Black Flag, розпався, Генрі Роллінз планував сольні виступи. Випадкова зустріч перетворилася на імпровізований план. У серпні 1986 року Генрі Роллінз вже гастролював як сольний співак, йому допомагали: гітарист Гаскетт, басист Берні Вандел (Bernie Wandel), барабанщик Мік Ґрін (Mick Green).
Генрі Роллінз випустив два сольних альбоми:
- Hot Animal Machine (зазначений як сольний запис Роллінза);
- Drive by Shooting (не зрозуміло чому, але записаний, як «Henrietta Collins and the Wifebeating Childhaters»).

У 1987 році Генрі Роллінз та Кріс Гаскетт, разом з басистом Ендрю Вайсом та барабанщиком Сімом Кейном (обидва колишні учасники сайд-проекту Ґреґа Джинна) утворили новий гурт і назвали його Rollins Band. Звукорежисер Тео Ван Рок теж вважався учасником гурту. Гаскетт був гітаристом Rollins Band з 1987 по 1997 рік. Гурт записав декілька студійних альбомів:
- Life Time — 1987
- Hard Volume — 1989
- The End of Silence — 1992
- Weight — 1994
- Come In and Burn — 1997

Альбом The End of Silence був досить таки успішним. Але найуспішнішим для Rollins Band став альбомом Weight. Відео-кліп на сингл «Liar», з альбому Weight 1994 року, став великим хітом на MTV. У 1994 році Rollins Band виступив на Woodstock 94. У 1994 році вони були номіновані на «Греммі» і виступили на церемонії вживу. Але наступний альбом, Come In and Burn не був таким успішним, як Weight, і після концертних турів Come In and Burn, Роллінз розпустив гурт, посилаючись на творчий застій. Роллінз замінив склад гурту, замість Гаскетта та Кейна, прийшли Мелвін Ґіббс, Джим Вілсон, Маркус Блейк, Джейсон Макенрот — учасники лос-анджелеського рок-гурту Mother Superior. Реінкарнований Rollins Band з новим складом випустив альбоми:
- Get Some Go Again (2000);
- Nice (2001).

У 2003 році гурт став неактивним.
У 2006 році Роллінз відродив гурт Rollins Band у старому складі: Кріс Гаскетт, Мелвін Ґіббс, Сім Кейн.
У записі в блозі на henryrollins.com Роллінз зізнався: «Насправді ми вже кілька місяців репетирували час від часу, повільно збираючись… Зрештою, було реально круто повернутися в зал для репетицій з цими хлопцями після стількох років».
Гурт грав на відкриті кількох концертів для хардкор-панк гурту «X» (турне "As the World Burns") та грав у фіналі першого сезону Шоу Генрі Роллінза 12 серпня 2006 року.
З 2007 року гурт Rollins Band неактивний.
Окрім Rollins Band, Гаскетт брав участь у кількох здебільшого малопрофільних проектах. Протягом 1990-х років він грав наживо власні інструментальні композиції з різними гуртами. У 1995 році побачив його перший сольний альбом Language, натхненний musique concrète — це суміш гри на акустичній гітарі, та звукових ефектів tape loops. Деякі композиції альбому виконані в дуеті з колишнім гітаристом Birthday Party, Роулендом С. Говардом, (Rowland S. Howard). У 1997 році Гаскетт випустив компакт-диск «Nonfiction» у співпраці з барабанщиком Брендоном Фінлі (Brandon Finley) з Dog Eat Dog. Компакт-диск був поєднанням електричного джазу та гоу-гоу музики. У 2002 році вийшов альбом Not Part Of The Solution, який продемонстрував більш традиційний підхід до гри на електрогітарі та дозволив віддати належне кумирам, таким як Jeff Beck та Frank Zappa. Він возз’єднався з Брендоном Фінлі для запису альбому Maybe Definitely 2011 року (гра на тему Джеффа Бека «Definitely Maybe»), вони знову повернулись до джазу/гоу-гоу, як раніше в альбомі «Nonfiction». У 2014 році Гаскетт випустив The Courage Born of Conflicting Terrors у співпраці з Ніком Енфілдом (Nick Enfield) і Мірною Содре (Mirna Sodre).
Участь у інших проектах:
- співпраця з Рівзом Ґабрелсом (Reeves Gabrels) наприкінці 1990-х;
- турне Preaching to the Perverted із гуртом Pigface;
- співпраця з гуртом The Cassandra Complex;
- співпраця з Fetus («Blow tour 2001»).

Його гру також можна почути в пісні «If I'm Dreaming My Life» з альбому «hours...» Девіда Бові.
Тепер Гаскетт мешкає в Австралії та продовжує записуватись, і гастролювати.

## Обладнання
Гаскетт був одним із перших «інді-гітаристів», який представив  перед великою аудиторією гітари Paul Reed Smith, зокрема під час виступу Rollins Band на музичному фестивалі Lollapalooza у 1991 році.
Він також використовує кастомізовані гітари PRS CE24, та підсилювачі Dual Rectifier від Mesa Boogie.
Зовсім недавно його співпраця з Paul Reed Smith призвела до створення унікальної 9-струнної гітари.